# Tremp (kommunhuvudort)
Tremp är en kommunhuvudort i Spanien.   Den ligger i provinsen Província de Lleida och regionen Katalonien, i den nordöstra delen av landet, 400 km nordost om huvudstaden Madrid. Tremp ligger 475 meter över havet och antalet invånare är 5 639.
Terrängen runt Tremp är huvudsakligen kuperad, men den allra närmaste omgivningen är platt. Tremp ligger nere i en dal.Runt Tremp är det glesbefolkat, med 13 invånare per kvadratkilometer. Tremp är det största samhället i trakten. 